# Wachów
Wachów (niem. Wachow) – wieś w Polsce położona w województwie opolskim, w powiecie oleskim, w gminie Olesno.
W latach 1975–1998 miejscowość administracyjnie należała do województwa częstochowskiego. W Wachowie znajduje się zabytkowy kościół z 1706 r.
W 1936 roku hitlerowska administracja III Rzeszy, chcąc zatrzeć słowiańskie pochodzenie nazwy wsi, przemianowały ją ze zgermanizowanej na nową, całkowicie niemiecką nazwę Wallhof

## Zabytki
Do wojewódzkiego rejestru zabytków wpisane są:
- kościół fil. pw. św. Wawrzyńca, drewniany, z 1706 r.
- dwór z pozostałością parku, z poł. XIX w.